# Markiplier
Маркипла́ер (англ. Markiplier; настоящее имя — Марк Эдвард Фишбах (англ. Mark Edward Fischbach); род. 28 июня 1989, Гонолулу, Гавайи, США) — американский видеоблогер и летсплейщик. Создатель одноимённого канала на YouTube. По состоянию на ноябрь 2023 года его канал имеет 35,7 миллионов подписчиков и 20,6 миллиардов просмотров.

## Биография
Марк Фишбах родился 28 июня 1989 года в медицинском центре армии Триплера, Гонолулу, Гавайи, США. Его отец был военным, когда он встретил свою будущую супругу, которая имеет корейское происхождение. После рождения Марка семья переехала в Цинциннати.
Родители Марка часто ссорились между собой, из-за чего его мать Марка решила уйти из семьи, оставив мужа воспитывать Марка и его старшего брата, Джейсона (известного как Том Фишбах, создатель веб-комикса TwoKinds).
Отец Марка умер от рака.
Марк учился в Университете Цинциннати на биомедицинского инженера, но вскоре бросил учёбу ради карьеры на YouTube.

## Творчество
В марте 2012 года Марк создаёт аккаунт на YouTube, назвав его «Markiplier», но своё первое видео на этом канале Марк загрузил лишь в начале апреля этого же года. Первыми видео на этом канале были летсплеи по играм «Amnesia: The Dark Descent», «Penumbra» и «Dead Space». Однако из-за того, что YouTube заблокировал AdSense-аккаунт Марка, ему — после отказной апелляции — пришлось создать новый канал под названием «MarkiplierGAME» (ныне вновь носит название «Markiplier»).
В 2014 году канал Марка попал в онлайн-журнал «New Media Rockstars», в котором был на 61 месте в Топе100 YouTube Каналов. В этом же году Фишбах переехал в Лос-Анджелес, чтобы быть ближе к новым ресурсам для его канала, например, к «YouTube Space» и другим ютуберам.
В 2015 году Фишбах попадает в список 20 влиятельных знаменитостей среди подростков в США, в котором он занял 6 место. С этого же года Марк жил со своими друзьями-ютуберами: Даниэлом Кайром и Райаном Мэджи, которые в 2012 году создали скетч-комедию на YouTube и музыкальный канал «Cyndago». Их работа была отмечена за необычные концовки и тёмный юмор. В 2015 году к ним присоединился Мэтт Уотсон с канала Kids W/ Problems. Однако группа распалась из-за смерти Даниэла, после чего Марк решил сделать «паузу» на своём канале с 17 сентября по 5 октября. После окончания данной «паузы» 15 октября на канале Марка появился «подарок» в честь возвращения — 10 миллионов подписчиков.
Также в этом же 2015 году Фишбах принял участие в «YouTube Rewind», а также в роли соведущего «South by Southwest Gaming Awards» совместно с актрисой озвучивания Корры из мультсериала «Легенда о Корре», Джанет Варни.

## Формат канала
Марк больше всего известен по летсплеям в жанре «инди» и «хоррор», включая «Five Nights at Freddy's», «Amnesia: The Dark Descent», «Garry's Mod», «Happy Wheels», «Slender: The Eight Pages», «Surgeon Simulator 2013», «Minecraft» и многие другие. Фишбах сотрудничает и участвует в совместных видео с такими ютуберами, как Пьюдипай, Jacksepticeye, Egoraptor, Lordminion777, muyskerm, LixianTV и другими. Также Марк создаёт стримы, на которых он играет в различные игры, собирая деньги для благотворительных организаций. На данный момент Фишбах и его подписчики собрали в общей сложности более $3,000,000.

## Фильмография
| Годы      | Название                                  | Роль               | Заметки      |
| --------- | ----------------------------------------- | ------------------ | ------------ |
| 2013-2014 | Table Flip                                | Играет самого себя | 3 эпизода    |
| 2015      | Джимми Киммел в прямом эфире              | Играет самого себя | 1 эпизод     |
| 2015      | Grumpcade                                 | Играет самого себя | 20 эпизодов  |
| 2015      | Смош: Фильм                               | Играет самого себя | Фильм        |
| 2016      | Scare PewDiePie                           | Играет самого себя | 1 эпизод     |
| 2016      | Гид геймера практически ко всему на свете | Играет самого себя | 1 эпизод     |
| 2017      | Villainous                                | 5.0.5              | Главная роль |

Также, Марк снялся в мини-сериале, позже объединённом в единый фильм длительностью 30 минут "Five nights at Freddy's: the musical" от студии "Random encounters", где исполнил роль одного из ночных охранников.